# 1074

## Evenimente
- 27 ianuarie: Armata împăratului Henric al IV-lea se întâlnește cu cea a răsculaților saxoni la Hersfeld; lupta nu mai are loc și încep negocierile între cele două părți.
- 29 ianuarie: Chemat în secret de către califul fatimid din Egipt Al-Mustansir Billah, guvernatorul Accrei Badr al-Djamali pătrunde în Cairo cu garda sa de armeni și execută mai mulți comandanți militari, atât sudanezi cât și turci; ca rezultat, obține titlul de comandant al armatei și de vizir.
- 2 februarie: Pacea de la Gerstungen dintre Henric al IV-lea și răsculații din Saxonia: fortărețele regale din Saxonia sunt distruse, bunurile confiscate sunt restituite, Otto de Nordheim reprimește posesiunile sale din Bavaria, iar împăratul se angajează să nu rezideze în Saxonia.
- 2 februarie: Scrisoare a papei Grigore al VII-lea adresată contelui Guillaume al Burgundiei, prin care îi propune organizarea unei expediții în sprijinul Bizanțului și împotriva normanzilor din Italia de sud și a turcilor din Anatolia.
- 7 februarie: Bătălia de la Montesarchio: principele Pandolfo al IV-lea de Benevento este înfrânt și ucis în luptă de către normanzii din sudul Italiei.
- 1 martie: Bulă emisă de papa Grigore al VII-lea, prin care toți creștinii sunt îndemnați să vină în ajutorul Constantinopolului.
- 14 martie: Regele Solomon I al Ungariei este înfrânt de către Geza, fiul lui Bela I, în bătălia de la Mogyorod, după care se refugiază în Istria și devine călugăr; Geza devine rege, cu sprijinul împăratului Mihail al VII-lea Dukas, de la care primește coroana regală.
- 7 decembrie: Scrisoare a papei Grigore al VII-lea către împăratul Henric al IV-lea, prin care îl invită să preia conducerea unei expediții preconizate în favoarea creștinilor din Orient.

### Nedatate
- martie: Conciliul de la Roma, în cadrul "reformei gregoriene": sunt elaborate decretele de condamnare a simoniei și nicolaismului; este excomunicat Robert Guiscard, care între timp refuzase să presteze omagiu papei.
- aprilie: Arhiepiscopul de Köln, Annon se confruntă cu o răscoală a orășenilor împotriva autorității sale.
- 19 iulie: Are loc căsătoria lui Rodrigo Diaz de Bivar (supranumit, Cidul) cu Jimena Diaz, verișoara regelui Alfonso al VI-lea al Castiliei.
- august: Tratat de alianță între Robert Guiscard și Imperiul bizantin; conducătorul normand acceptă căsătoria unei fiice cu fiul mai mic al împăratului Mihail Dukas și promite să apere teritoriul imperial; mulți normanzi sunt utilizați ca mercenari ai Bizanțului împotriva selgiucizilor (în special, în Armenia).
- Aventurierul armean Filaret Brakhamios, care controlează teritoriul dintre Melitene, Taurus și Cilicia, încearcă să ocupe Antiohia cu sprijinul patriarhului Emilian; numit duc al Antiohiei, Isaac Comnen reușește să reprime acțiunea.
- Generalul bizantin Alexios Comnen îl înfrânge pe mercenarul normand Roussel de Bailleul, care amenința Constantinopolul cu cucerirea.
- Normandul Robert Guiscard acceptă oferta locuitorilor din Amalfi și adaugă orașul în rândul posesiunilor sale din Italia de sud.
- O propunere de a acorda nume de familie tuturor locuitorilor din China este respinsă de împăratul din dinastia Liao.
- Turcii selgiucizi ocupă Trapezunt.
- Vladimir "Monomahul", fiul lui Iaroslav I cel Înțelept, se căsătorește cu prințesa anglo-saxonă Gyda, fiică a fostului rege Harold al II-lea.

## Înscăunări
- Geza I, rege al Ungariei (1074-1077).

## Nașteri
- 12 februarie: Conrad de Lorena, împărat german și rege al Italiei (d. 1101)
- Edgar, rege al Scoției (d. 1107)
- Zamakhshari, filosof și teolog persan (d. 1143)

## Decese
- 3 mai: Teodosie din Pecerska, călugăr și sfânt ucrainean (n. ?)
- Benedict al X-lea, antipapă (n. ?)
- Petar Kresimir al IV-lea, rege al Croației (n. ?)